# Calais (Vermont)
Calais ist eine Town im Washington County des Bundesstaates Vermont in den Vereinigten Staaten. Im Jahr 2020 lebten dort 1661 Einwohner in 873 Haushalten auf einer Fläche von 99,9 km².

## Geografie

### Geografische Lage
Calais liegt im Nordosten des Washington Countys. Im Nordosten befindet sich Cabot, im Norden grenzt Woodbury an, im Westen Worcester, im Süden East Montpelier und im Osten Marshfield. Der U.S. Highway 2 führt südöstlich am Gebiet der Town vorbei und die State Route 14 durchquert die Town in Nord-Süd-Richtung. Auf dem Gebiet der Town liegt im Süden der Adamant und der Bliss Pont, im Westen der Curtis Pont und im Norden der Mirror Lake. Östlich des Mirror Lakes befindet sich der 425 m hohe Foster Hill.

### Nachbargemeinden
Alle Entfernungen sind als Luftlinien zwischen den offiziellen Koordinaten der Orte aus der Volkszählung 2010 angegeben.
- Norden: Elmore, 6,9 km
- Nordosten: Woodbury, 7,2 km
- Osten: Cabot, 19,9 km
- Südosten: Marshfield, 11,9 km
- Süden: Plainfield, 8,5 km
- Südwesten: East Montpelier, 5,1 km
- Westen: Middlesex, 18,5 km
- Nordwesten: Worcester, 18,5 km

Hinweis: Die Town Plainfield besitzt keine gemeinsame Grenze mit Calais. Der Abstand zwischen den beiden Gemeinden ist aber so gering, dass eine Nennung in dieser Liste sinnvoll erscheint.

### Stadtgliederung
In der Town befinden sich mehrere Villages, Moscow wurde nach einem Vorfall in der Getreidemühle von Samel Rich benannt. Als dort ein großer Mühlstein hineingehoben wurde, fiel dieser herunter und verursachte dabei einen Lärm, der mit dem Klang der Glocken Moskaus während der Belagerung durch Napoleon verglichen wurde.
Adamant wurde zuvor Sodom genannt – angeblich, weil die Mitarbeiter der dortigen Granite Company sich wie ein Haufen Rowdys benommen haben – und hatte als solches auch ein eigenes Postamt. Nachdem die Einwohner sich über den Namen beschwert hatten, schlug der Inhaber der Granite Company den Namen Adamant vor. Heute erinnert nur noch der Sodom Pont an den alten Namen.
Pekin wurde nach Peking benannt. Ein Farmer hatte Kontakte zu einem Missionar in China, der ihm chinesischen Weizen nach Vermont schickte. Diesen pflanzte er an und das Feld entwickelte sich zu einem Wegweiser: gleich hinter dem Peking-Weizen. Schließlich wurde die Position des Feldes einfach als Pekin bekannt.

### Klima
Die mittlere Durchschnittstemperatur in Calais liegt zwischen −9,44 °C (15 °Fahrenheit) im Januar und 20,0 °C (68 °Fahrenheit) im Juli. Damit ist der Ort gegenüber dem langjährigen Mittel der USA um etwa 9 Grad kühler. Die Schneefälle zwischen Mitte Oktober und Mitte Mai liegen mit mehr als zwei Metern etwa doppelt so hoch wie die mittlere Schneehöhe in den USA. Die tägliche Sonnenscheindauer liegt am unteren Rand des Wertespektrums der USA, zwischen September und Mitte Dezember sogar deutlich darunter.

## Geschichte
Calais erhielt seinen Namen von Colonel Jacob Davis, der gemeinsam mit Stephen Fay und 86 weiteren Männern am 1. Oktober 1780 von der Vermont General Assembly den Grant für Calais besaß. Davis siedelte sich zunächst in Montpelier an. Auch diese Town erhielt ihren Namen von ihm. Erste Siedler, die anfingen das Land zu roden, erreichten im Jahr 1787 Calais. Die erste Stadtversammlung wurde am 20. November 1780 in Charlton, Massachusetts abgehalten.
Die Gründungsurkunde wurde am 15. August 1781 unterzeichnet. Weihnachten 1783 unterbreitete das Vermessungskomitee der Gemeinde einen Plan über die Grundstücke und an diesem Tag wurden sie den Besitzern der Grants per Los zugeordnet.
Eine kleine Sägemühle wurde im Jahr 1793 durch Colonel Davis in Gospel Hollow errichtet. Ebenso eine Getreidemühle im selben Jahr. Er nannte die Gegend um die Mühlen „Calais Center“. Im Jahr 1828 gab es in Calais neun Sägemühlen und weitere Unternehmen, es wurden Holzuhren, Äxte, Sensen, Schuhe und Glocken hergestellt. Es gab eine Schnapsbrennerei, eine Stärkefabrik und eine Wollfabrik. Nachdem das Land weitestgehend gerodet war, wurden auch die Farmen größer und ließen sich besser bearbeiten.
Im Walton’s Directory von 1899 werden für Calais 4 Postämter, 2 Käsereien, 6 Mühlen, 12 Geschäfte, in denen alles von Futtermittel bis Mode angeboten wird, 1 Hotel, 3 Steinbrücken, 3 aktive Kirchen und 2 Ärzte aufgeführt. Die Große Flut von 1927 führte auch in Calais zu schweren Schäden an Brücken und Straßen. In den 1930er Jahren wurden die Straßen ausgebaut. Die State Route 14 wurde im Jahr 1949 angelegt.

### Einwohnerentwicklung
| Volkszählungsergebnisse – Town of Calais, Vermont | Volkszählungsergebnisse – Town of Calais, Vermont | Volkszählungsergebnisse – Town of Calais, Vermont | Volkszählungsergebnisse – Town of Calais, Vermont | Volkszählungsergebnisse – Town of Calais, Vermont | Volkszählungsergebnisse – Town of Calais, Vermont | Volkszählungsergebnisse – Town of Calais, Vermont | Volkszählungsergebnisse – Town of Calais, Vermont | Volkszählungsergebnisse – Town of Calais, Vermont | Volkszählungsergebnisse – Town of Calais, Vermont | Volkszählungsergebnisse – Town of Calais, Vermont |
| Jahr                                              | 1800                                              | 1810                                              | 1820                                              | 1830                                              | 1840                                              | 1850                                              | 1860                                              | 1870                                              | 1880                                              | 1890                                              |
| ------------------------------------------------- | ------------------------------------------------- | ------------------------------------------------- | ------------------------------------------------- | ------------------------------------------------- | ------------------------------------------------- | ------------------------------------------------- | ------------------------------------------------- | ------------------------------------------------- | ------------------------------------------------- | ------------------------------------------------- |
| Einwohner                                         | 443                                               | 841                                               | 1111                                              | 1539                                              | 1709                                              | 1410                                              | 1409                                              | 1309                                              | 1253                                              | 1062                                              |
| Jahr                                              | 1900                                              | 1910                                              | 1920                                              | 1930                                              | 1940                                              | 1950                                              | 1960                                              | 1970                                              | 1980                                              | 1990                                              |
| Einwohner                                         | 1101                                              | 1042                                              | 860                                               | 812                                               | 818                                               | 778                                               | 684                                               | 749                                               | 1207                                              | 1521                                              |
| Jahr                                              | 2000                                              | 2010                                              | 2020                                              | 2030                                              | 2040                                              | 2050                                              | 2060                                              | 2070                                              | 2080                                              | 2090                                              |
| Einwohner                                         | 1529                                              | 1607                                              | 1661                                              |                                                   |                                                   |                                                   |                                                   |                                                   |                                                   |                                                   |

## Wirtschaft und Infrastruktur

### Verkehr
Die Vermont State Route 14 verläuft in nordsüdlicher Richtung durch den Westen von Calais. Sie führt von Woodbury im Norden nach East Montpellier im Süden. Dort trifft sie auf den U.S. Highway 2.

### Öffentliche Einrichtungen
Da sich in Calais kein Krankenhaus befindet, ist das nächstgelegene das Central Vermont Medical Center in Berlin.

### Bildung
Calais gehört mit Berlin, East Montpelier, Middlesex und Worcester zur Washington Central Supervisory Union.
In Calais befindet sich die Calais Elementary School. Jedoch keine Highschool. Die älteren Schüler besuchen die Union 32 Middle and High School in Montpelier. Die Einwohner von Calais haben ebenso wie die Einwohner von Montpelier, East Montpelier, Middlesex, und Worcester die Möglichkeit die Kellogg Hubbard Library in Montpelier kostenlos zu nutzen.

### Friedhöfe
In Calais gibt es dreizehn Friedhöfe, von denen einige jedoch nur wenige Gräber umfassen und im privaten Besitz sind, hauptsächlich werden vier Friedhöfe genutzt. Dies sind die Friedhöfe Ainsworth Cemetery, Fairview Cemetery, Robinson Cemetery und Short Cemetery.

## Persönlichkeiten

### Söhne und Töchter der Stadt
- Calvin C. Bliss (1823–1891), Politiker und Vizegouverneur von Arkansas
- J. Ward Carver (1881–1942), Politiker und Vermont Attorney General